# Tobias Exxel
Tobias ”Eggi” Exxel, född 27 februari 1973, är sedan 1997 basgitarrist i det tyska power metal-bandet Edguy. Han spelar även gitarr, mandolin, piano och trummor.